# پل آیمه
پل آیمه (انگلیسی: Paul Aymé؛ ۲۹ ژوئیهٔ ۱۸۶۹ – ۲۵ ژوئیهٔ ۱۹۶۲) تنیس‌باز اهل فرانسه بود.
وی ۴ بار فاتح تنیس آزاد فرانسه شد.